# 武器科 (陸上自衛隊)
武器科（ぶきか、英: Ordnance）は、陸上自衛隊の職種の一つである。火器・車両の整備および不発弾処理に関することを行う。職種標識の色は緑。

## 概要
各方面隊に1つずつ置かれている方面後方支援隊と補給処に武器科隊員の大半が在籍している。方面後方支援隊の編成前は方面直轄の方面武器隊、師団の後方支援連隊隷下に武器大隊が置かれていたが、後方支援体制の変革に伴い方面後方支援隊、師・旅団の後方支援連隊・後方支援隊にあっては整備大隊・整備中隊に改編されており、2009年（平成21年）度末をもってすべての師団・旅団の後方支援体制の変換が終了した。このため、陸上自衛隊の武器科部隊等において武器という名称を有するのは職種学校たる陸上自衛隊武器学校および教育支援部隊の武器教導隊（土浦駐屯地）のみとなっている。
なお、後方支援体制の機能別改編により新たに創設された直接支援（師団・旅団においては整備）大隊（中隊）や全般支援大隊補給隊（中隊）は、諸職種連合部隊となるため、隊旗および部隊章色は武器科職種の緑色から諸職種混成の藍色に変更されている。このため、今日では緑色の隊旗を持つ部隊は極僅かとなっている。
また、方面後方支援隊隷下の全般支援大隊には整備中隊・補給中隊が編成されるが、原則武器科職種隊員にて構成され、主として管轄地域の駐屯地に駐屯する方面直轄部隊への補給整備業務を担当する。

## 武器科部隊の一覧
武器科又はこれと同種の部隊には、高射直接支援（中・大）隊、不発弾処理隊、弾薬大（中）隊、武器教導隊が、武器科又はこれと同種の機関には、陸上自衛隊武器学校がある。
方面直轄部隊
- 北部方面後方支援隊（島松駐屯地）：2000年（平成12年）3月28日編成完結。
- 東北方面後方支援隊（仙台駐屯地）：2006年（平成18年）3月27日編成完結。
- 東部方面後方支援隊（朝霞駐屯地）：2002年（平成14年）3月27日編成完結。
- 中部方面後方支援隊（桂駐屯地）：2004年（平成16年）3月29日編成完結。
- 西部方面後方支援隊（目達原駐屯地）：2003年（平成15年）3月27日編成完結。

防衛大臣直轄機関・部隊
- 陸上自衛隊武器学校（土浦駐屯地）
  - 武器教導隊（土浦駐屯地）陸上自衛隊武器学校

補給処
- 陸上自衛隊補給統制本部（十条駐屯地）
- 陸上自衛隊北海道補給処（島松駐屯地）
- 陸上自衛隊東北補給処（仙台駐屯地）
- 陸上自衛隊関東補給処（霞ヶ浦駐屯地）
- 陸上自衛隊関西補給処（宇治駐屯地）
- 陸上自衛隊九州補給処（目達原駐屯地）

## 方面後方支援隊
方面後方支援隊（ほうめんこうほうしえんたい）は、各方面隊ごとに置かれており、1等陸佐が指揮を執る。編制は隊本部の他、補給部隊、弾薬部隊、全般支援部隊、職種別の直接支援部隊（普通科直接支援、対舟艇対戦車直接支援、特科直接支援、高射直接支援、施設直接支援、通信直接支援）、方面輸送隊および不発弾処理隊などからなる。

## 高射直接支援（中・大）隊
高射直接支援部隊（こうしゃちょくせつしえんぶたい）は、高射特科群等を直接支援する方面後方支援隊隷下の武器科部隊である。高射特科団を支援する高射直接支援大隊が2個、高射特科群を支援する高射直接支援中隊が3個編成されている。後方支援体制の変更に伴い高射特科群に編合されていた高射直接支援隊を改編して編成された。高射特科群に対応する部隊の規模は大隊規模から中隊規模となり、高射中隊に対応する数の直接支援小隊が隷下に編成されている。
高射直接支援大隊（こうしゃちょくせつしえんだいたい）は、高射特科団を支援する方面後方支援隊隷下の武器科部隊である。北部、西部方面隊に編成されている。高射特科団に2個ある高射特科群を支援するため高射直接支援中隊を2個隷下に編成している。
高射直接支援大隊の一覧
- 第101高射直接支援大隊（東千歳駐屯地）北部方面後方支援隊：第1高射特科団を支援。2000年（平成12年）3月28日新編。
  - 第1直接支援中隊（島松駐屯地）：第1高射特科群を支援
  - 第2直接支援中隊（名寄駐屯地）：第4高射特科群を支援
- 第102高射直接支援大隊（飯塚駐屯地）西部方面後方支援隊：第2高射特科団を支援。2003年（平成15年）3月27日新編。
  - 第1直接支援中隊（飯塚駐屯地）：第3高射特科群を支援
  - 第2直接支援中隊（宮古島駐屯地）：第7高射特科群を支援
  - 直接支援隊（竹松駐屯地）：第102高射特科隊を支援。

高射直接支援中隊（こうしゃちょくせつしえんちゅうたい）は、高射特科群を支援する方面後方支援隊隷下の武器科部隊である。東北、東部、中部方面隊に編成されている。
第301高射直接支援隊（だいさんまるいちこうしゃちょくせつしえんたい）は、陸上自衛隊八戸駐屯地に駐屯していた廃止された第101高射特科隊を支援していた東北方面後方支援隊隷下の武器科部隊で2024年（令和6年）3月20日に廃止された。
高射直接支援（中）隊の一覧
※太字は廃止部隊。
- 第301高射直接支援中隊（松戸駐屯地）東部方面後方支援隊：第2高射特科群を支援。2002年（平成14年）3月27日新編。
- 第302高射直接支援中隊（青野原駐屯地）中部方面後方支援隊：第8高射特科群を支援。2004年（平成16年）3月29日新編。
- 第303高射直接支援中隊（八戸駐屯地・再編）東北方面後方支援隊：第5高射特科群を支援。2024年（令和6年）3月21日再編。
- 第301高射直接支援隊（八戸駐屯地）東北方面後方支援隊：第101高射特科隊（廃止）を支援。2024年（令和6年）3月20日廃止。

## 不発弾処理隊
不発弾処理隊（ふはつだんしょりたい）は、陸上で発見された不発弾および漂着機雷等の処理を任務とする武器科の部隊で、5個隊が編成されている。北部方面隊と東北方面隊以外の各方面隊の方面後方支援隊の隷下に4個隊があり、第101不発弾処理隊は、方面後方支援隊の隷下ではなく第15旅団の隷下部隊となっている。不発弾処理隊長は、2等陸佐。そのほかに陸上総隊隷下の中央即応連隊には爆発装置処理隊が編成されている。
不発弾処理隊等の一覧
- 第101不発弾処理隊（那覇駐屯地）第15旅団
- 第102不発弾処理隊（朝霞駐屯地）東部方面後方支援隊
- 第103不発弾処理隊（桂駐屯地）中部方面後方支援隊
- 第104不発弾処理隊（目達原駐屯地）西部方面後方支援隊
- 中央即応連隊爆発装置処理隊（宇都宮駐屯地）陸上総隊

不発弾処理隊等の概要
第101不発弾処理隊（だいいちまるいちふはつだんしょりたい）は、陸上自衛隊那覇駐屯地に駐屯する第15旅団隷下の武器科部隊である。
- 改編部隊：特別不発弾処理隊
- 創設　　：1993年（平成5年）3月30日
- 編成地　：那覇駐屯地
- 部隊長　：2等陸佐
- 隊旗　　：緑色の大隊旗
- 部隊表示：101処理
- 上級部隊：

1. 第1混成団：1993年（平成5年）3月30日から
2. 第15旅団：2010年（平成22年）3月26日から

- 備考：第15旅団隊区の処理を担当する。

第102不発弾処理隊（だいいちまるにふはつだんしょりたい）は、陸上自衛隊朝霞駐屯地に駐屯する東部方面後方支援隊隷下の武器科部隊である。
- 創設　　：1994年（平成6年）
- 編成地　：朝霞駐屯地
- 部隊長　：2等陸佐
- 隊旗　　：緑色の大隊旗
- 部隊表示：102処理
- 上級部隊：

1. 東部方面隊直轄：1994年（平成6年）
2. 東部方面後方支援隊：2002年（平成14年）3月27日から

- 備考：東部方面隊管内の処理を担当し、隊本部と2つの処理班で編成され、約20名の弾薬の専門家で構成される。

第103不発弾処理隊（だいいちまるさんふはつだんしょりたい）は、陸上自衛隊桂駐屯地に駐屯する中部方面後方支援隊隷下の武器科部隊である。
- 創設　　：時期不明
- 編成地　：桂駐屯地
- 部隊長　：2等陸佐
- 隊旗　　：緑色の大隊旗
- 部隊表示：103処理
- 上級部隊：

1. 中部方面隊直轄：時期不明
2. 中部方面後方支援隊：2004年（平成16年）3月29日から

- 備考：中部方面隊管内の処理を担当し、隊員は約10人。[4]

第104不発弾処理隊（だいいちまるよんふはつだんしょりたい）は、陸上自衛隊目達原駐屯地に駐屯する西部方面後方支援隊隷下の武器科部隊である。
- 創設　　：1994年（平成6年）
- 編成地　：目達原駐屯地
- 部隊長　：2等陸佐
- 隊旗　　：緑色の大隊旗
- 部隊表示：104処理
- 上級部隊：

1. 西部方面隊直轄：1994年（平成6年）
2. 西部方面後方支援隊：2003年（平成15年）3月27日から

- 備考：西部方面隊管内（第15旅団担当区域を除く）の処理を担当する。

中央即応連隊爆発装置処理隊（ちゅうおうそくおうれんたいばくはつぶつしょりたい）は、陸上自衛隊宇都宮駐屯地に駐屯する中央即応連隊隷下の武器科部隊である。
- 創設　　：2019年（平成31年）3月26日
- 編成地　：宇都宮駐屯地
- 部隊長　：3等陸佐
- 隊旗　　：緑色の中隊旗（甲）
- 部隊表示：中即-処
- 上級部隊：中央即応連隊（陸上総隊）
- 備考：

不発弾処理部隊の沿革
- 1972年（昭和47年）10月：沖縄県で不発弾処理開始。
- 1974年（昭和49年）6月5日：第101後方支援隊補給整備隊弾薬班（那覇駐屯地）を特別不発弾処理隊に臨時編成。
- 1993年（平成05年）3月30日：特別不発弾処理隊（那覇駐屯地）を第101不発弾処理隊に改編[5]。第1混成団に隷属。
- 1994年（平成06年）：

1. 第102不発弾処理隊が朝霞駐屯地に新編。
2. 第104不発弾処理隊が目達原駐屯地に新編

- 時期不明：第103不発弾処理隊が桂駐屯地に新編。
- 2002年（平成14年）3月27日：第102不発弾処理隊（朝霞駐屯地）が東部方面後方支援隊に編合。
- 2003年（平成15年）3月27日：第104不発弾処理隊（目達原駐屯地）が西部方面後方支援隊に編合。
- 2004年（平成16年）3月29日：第103不発弾処理隊（桂駐屯地）が中部方面後方支援隊に編合。
- 2010年（平成22年）3月26日：第101不発弾処理隊（那覇駐屯地）が第15旅団に隷属。
- 2019年（平成31年）3月26日：中央即応連隊爆発装置処理隊を宇都宮駐屯地に新編。

## 弾薬大（中）隊
弾薬部隊（だんやくぶたい）は、有事の際に、作戦行動を行う上で必要となる弾薬などを、補給処等から取得し前方の部隊に補給を行う武器科の部隊で、即応予備自衛官を主体として編成（コア部隊）され各方面隊の方面後方支援隊の隷下に編成されている。補給所要の大きい北部方面隊には1個大隊、西部方面隊には2個大隊が、その他の方面隊には1個中隊が補給処弾薬支処の近傍、または、弾薬支処の所在する分屯地に駐屯している。

### 弾薬部隊の配置
※は、近傍の弾薬支処。
北海道
- 北部方面隊：北部方面後方支援隊
  - 第102弾薬大隊（北千歳駐屯地）
    - 第1弾薬中隊（上富良野駐屯地）※多田弾薬支処（多田分屯地）
    - 第2弾薬中隊（北千歳駐屯地）※安平弾薬支処（安平駐屯地）

宮城県
- 東北方面隊：東北方面後方支援隊
  - 第301弾薬中隊（仙台駐屯地）※船岡弾薬支処（船岡駐屯地）

千葉県
- 東部方面隊：東部方面後方支援隊
  - 第302弾薬中隊（霞ケ浦駐屯地）※吉井弾薬支処（吉井分屯地）

京都府
- 中部方面隊：中部方面後方支援隊
  - 第303弾薬中隊（祝園分屯地）※祝園弾薬支処（祝園分屯地）

大分県
- 西部方面隊：西部方面後方支援隊
  - 第101弾薬大隊（大分分屯地）※大分弾薬支処（大分分屯地）

佐賀県
- 西部方面隊：西部方面後方支援隊
  - 第103弾薬大隊（目達原駐屯地）※富野弾薬支処（富野分屯地）

### 弾薬大（中）隊の沿革
- 2017年（平成29年）3月27日：

1. 東北方面後方支援隊隷下に第301弾薬中隊（コア部隊）を仙台駐屯地に新編。
2. 東部方面後方支援隊隷下に第302弾薬中隊（コア部隊）を霞ヶ浦駐屯地に新編。
3. 中部方面後方支援隊隷下に第303弾薬中隊（コア部隊）を祝園分屯地に新編。

- 2018年（平成30年）3月26日：西部方面後方支援隊隷下に第101弾薬大隊（コア部隊）を大分分屯地に新編。
- 2019年（平成31年）3月26日：

1. 北部方面後方支援隊隷下に第102弾薬大隊（コア部隊）を北千歳駐屯地に新編。第1弾薬中隊を上富良野駐屯地に配置。
2. 西部方面後方支援隊隷下に第103弾薬大隊（コア部隊）を目達原駐屯地に新編。

### 弾薬大隊
弾薬大隊（だんやくだいたい）は、弾薬の補給および弾薬集積所の警備を任務とする武器科部隊である。弾薬大隊長は2等陸佐で、弾薬大隊本部、弾薬大隊本部付隊および2個弾薬中隊からなり、第101から第103の3個大隊が編成されている。
弾薬大隊の一覧
- 第101弾薬大隊（大分分屯地）西部方面後方支援隊：
- 第102弾薬大隊（北千歳駐屯地）北部方面後方支援隊：
- 第103弾薬大隊（目達原駐屯地）西部方面後方支援隊：

弾薬大隊の概要
第101弾薬大隊（だいいちまるいちだんやくだいたい）は、陸上自衛隊大分分屯地に駐屯する西部方面後方支援隊隷下の武器科（弾薬）部隊である。
- 創設　　：2018年（平成30年）3月27日
- 編成地　：大分分屯地
- 部隊長　：2等陸佐
- 隊旗　　：緑の大隊旗
- 編成　　：
  - 第101弾薬大隊本部
  - 第101弾薬大隊本部付隊「101弾-本」
  - 第1弾薬中隊「101弾-1」
  - 第2弾薬中隊「101弾-2」
- 主要装備：
- 上級部隊：西部方面後方支援隊
- 備考　　：大分弾薬支処と同じ分屯地に駐屯する。

第102弾薬大隊（だいいちまるにだんやくだいたい）は、陸上自衛隊北千歳駐屯地に駐屯する北部方面後方支援隊隷下の武器科（弾薬）部隊である。
隷下の第1弾薬中隊を上富良野駐屯地に配置する。
- 創設　　：2019年（平成31年）3月26日
- 編成地　：北千歳駐屯地
- 部隊長　：2等陸佐
- 隊旗　　：緑の大隊旗
- 編成　　：
  - 第102弾薬大隊本部
  - 第102弾薬大隊本部付隊「102弾-本」
  - 第1弾薬中隊「102弾-1」（上富良野駐屯地）
  - 第2弾薬中隊「102弾-2」
- 主要装備：
- 上級部隊：北部方面後方支援隊
- 備考　　：第1弾薬中隊（上富良野駐屯地）の近傍に多田弾薬支処（多田分屯地）、第2弾薬中隊（北千歳駐屯地）の近傍に安平弾薬支処（安平駐屯地）が所在する。

第103弾薬大隊（だいいちまるさんだんやくだいたい）は、陸上自衛隊目達原駐屯地に駐屯する西部方面後方支援隊隷下の武器科（弾薬）部隊である。
- 創設　　：2019年（平成31年）3月26日
- 編成地　：目達原駐屯地
- 部隊長　：2等陸佐
- 隊旗　　：緑の大隊旗
- 編成　　：
  - 第103弾薬大隊本部
  - 第103弾薬大隊本部付隊「103弾-本」
  - 第1弾薬中隊「103弾-1」
  - 第2弾薬中隊「103弾-2」
- 主要装備：
- 上級部隊：西部方面後方支援隊
- 備考　　：近傍に富野弾薬支処（富野分屯地）が所在する。

### 弾薬中隊
弾薬中隊（だんやくちゅうたい）は、弾薬の補給および弾薬集積所の警備を任務とする武器科（弾薬）部隊である。弾薬中隊長は3等陸佐で、第301から第303の3個中隊が編成されている。
弾薬中隊の一覧
- 第301弾薬中隊（仙台駐屯地）東北方面後方支援隊：
- 第302弾薬中隊（霞ケ浦駐屯地）東部方面後方支援隊：
- 第303弾薬中隊（祝園分屯地）中部方面後方支援隊：

弾薬中隊の概要
第301弾薬中隊（だいさんまるいちだんやくちゅうたい）は、陸上自衛隊仙台駐屯地に駐屯する東北方面後方支援隊隷下の武器科（弾薬）部隊である。
- 創設　　：2017年（平成29年）3月27日
- 編成地　：仙台駐屯地
- 部隊長　：3等陸佐
- 隊旗　　：緑の中隊旗（甲）
- 部隊表示：301弾
- 主要装備：
- 上級部隊：東北方面後方支援隊
- 備考　　：近傍に船岡弾薬支処（船岡駐屯地）が所在する。

第302弾薬中隊（だいさんまるいちだんやくちゅうたい）は、陸上自衛隊霞ケ浦駐屯地に駐屯する東部方面後方支援隊隷下の武器科（弾薬）部隊である。
- 創設　　：2017年（平成29年）3月27日
- 編成地　：霞ケ浦駐屯地
- 部隊長　：3等陸佐
- 隊旗　　：緑の中隊旗（甲）
- 部隊表示：302弾
- 主要装備：
- 上級部隊：東部方面後方支援隊
- 備考　　：近傍に吉井弾薬支処（吉井分屯地）が所在する。

第303弾薬中隊（だいさんまるいちだんやくちゅうたい）は、陸上自衛隊祝園分屯地に駐屯する中部方面後方支援隊隷下の武器科（弾薬）部隊である。
- 創設　　：2017年（平成29年）3月27日
- 編成地　：祝園分屯地
- 部隊長　：3等陸佐
- 隊旗　　：緑の中隊旗（甲）
- 部隊表示：303弾
- 主要装備：
- 上級部隊：中部方面後方支援隊
- 備考　　：祝園弾薬支処と同じ分屯地に駐屯する。

## 武器教導隊
武器教導隊（ぶききょうどうたい）は、陸上自衛隊土浦駐屯地に駐屯する武器学校隷下の訓練支援部隊である。武器学校の実施する教育訓練および調査研究支援を任務とする。
武器教導隊の編成
- 武器教導隊本部「武教-本」
- 第1武器中隊「武教-1」
- 第2武器中隊「武教-2」

## 師団後方支援連隊整備大隊および旅団後方支援隊整備中隊等
陸上自衛隊各師団には、兵站担当として後方支援連隊があり、整備支援を担当する武器科、施設科、通信科等の諸職種混成の師団後方支援連隊隷下の後方支援部隊の第1整備大隊および第2整備大隊が置かれている。第1整備大隊は、主に、各種装備品等（第2整備大隊が支援を担任する装備品等を除く。）の整備および回収支援を実施するとともに、第2整備大隊の増援を行う。第2整備大隊は、主に各普通科連隊、即応機動連隊、特科連隊、戦車連隊、高射特科大（連）隊、偵察（戦闘大）隊に対する各種装備品等の整備および回収支援を実施する。
同様に各旅団には、後方支援連隊ではなく、後方支援隊が置かれている。うち、第1整備中隊・第2整備中隊は、第1整備大隊・第2整備大隊と同等の任務である。また、即応機動直接支援中隊および第15後方支援隊高射直接支援中隊は、第2整備中隊から独立して即応機動連隊・第15高射特科連隊に対する各種装備品等の整備および回収支援を実施する。
- 第1後方支援連隊第1整備大隊・第2整備大隊
- 第2後方支援連隊第1整備大隊・第2整備大隊
- 第3後方支援連隊第1整備大隊・第2整備大隊
- 第4後方支援連隊第1整備大隊・第2整備大隊
- 第6後方支援連隊第1整備大隊・第2整備大隊
- 第7後方支援連隊第1整備大隊・第2整備大隊
- 第8後方支援連隊第1整備大隊・第2整備大隊
- 第9後方支援連隊第1整備大隊・第2整備大隊
- 第10後方支援連隊第1整備大隊・第2整備大隊

- 第5後方支援隊第1整備中隊・第2整備中隊・即応機動直接支援中隊
- 第11後方支援隊第1整備中隊・第2整備中隊・即応機動直接支援中隊
- 第12後方支援隊第1整備中隊・第2整備中隊
- 第13後方支援隊第1整備中隊・第2整備中隊
- 第14後方支援隊第1整備中隊、第2整備中隊・即応機動直接支援中隊
- 第15後方支援隊整備中隊・高射直接支援中隊

## その他の整備中隊等
- 第1空挺団
  - 後方支援隊
    - 整備中隊「空挺団-後支-整」
- 水陸機動団
  - 後方支援大隊
    - 第1整備中隊「水機団後支-1整」
    - 第2整備中隊「水機団後支-2整」

## 関連部隊の沿革
- 1969年（昭和44年）3月1日：高射教導隊が下志津駐屯地で新編。第2大隊に直接支援隊が新編。
- 2000年（平成12年）3月28日：

1. 第301対舟艇対戦車直接支援隊（北部方面対舟艇対戦車隊を支援）を倶知安駐屯地で新編。北部方面後方支援隊に隷属。
2. 第101特科直接支援大隊（第1特科団を支援）を北千歳駐屯地で新編。北部方面後方支援隊に隷属。
3. 第101高射直接支援大隊（第1高射特科団を支援）を東千歳駐屯地で新編。北部方面後方支援隊に隷属。
4. 第1高射特科群の第102高射直接支援隊（島松駐屯地）を廃止し、第101高射直接支援大隊第1直接支援中隊（第1高射特科群を支援）を島松駐屯地で新編。北部方面後方支援隊に隷属。
5. 第4高射特科群の第105高射直接支援隊（名寄駐屯地）を廃止し、第101高射直接支援大隊第2直接支援中隊（第4高射特科群を支援）を名寄駐屯地で新編。北部方面後方支援隊に隷属。

- 2002年（平成14年）3月27日：

1. 第301特科直接支援中隊（第6地対艦ミサイル連隊を支援）を宇都宮駐屯地で新編。東部方面後方支援隊に隷属。
2. 第2高射特科群の第103高射直接支援隊（松戸駐屯地）を廃止し、第301高射直接支援中隊（第2高射特科群を支援）を松戸駐屯地で新編。東部方面後方支援隊に隷属。

- 2003年（平成15年）3月27日：

1. 第301普通科直接支援隊（西部方面普通科連隊を支援）を相浦駐屯地で新編。西部方面後方支援隊に隷属。
2. 第101特科直接支援隊（西部方面特科隊を支援）を湯布院駐屯地で新編。西部方面後方支援隊に隷属。
3. 第102高射直接支援大隊（第2高射特科団を支援）を飯塚駐屯地で新編。西部方面後方支援隊に隷属。
4. 第3高射特科群の第104高射直接支援隊（飯塚駐屯地）を廃止し、第102高射直接支援大隊第1直接支援中隊を飯塚駐屯地で新編。西部方面後方支援隊に隷属。
5. 第7高射特科群の第108高射直接支援隊（竹松駐屯地）を廃止し、第102高射直接支援大隊第2直接支援中隊を竹松駐屯地で新編。西部方面後方支援隊に隷属。

- 2004年（平成16年）3月29日：第8高射特科群の第109高射直接支援隊（青野原駐屯地）を廃止し、第302高射直接支援中隊を青野原駐屯地で新編。中部方面後方支援隊に隷属。
- 2006年（平成18年）3月27日：

1. 第301普通科直接支援中隊（第38普通科連隊を支援）を多賀城駐屯地で新編。東北方面後方支援隊に隷属。
2. 第302特科直接支援中隊（第2特科群を支援）を仙台駐屯地で新編。東北方面後方支援隊に隷属。
3. 第4地対艦ミサイル連隊直接支援隊（八戸駐屯地）を廃止し、第303特科直接支援中隊を八戸駐屯地で新編。東北方面後方支援隊に隷属。
4. 第5高射特科群の第106高射直接支援隊（八戸駐屯地）を廃止し、第303高射直接支援中隊を八戸駐屯地で新編。東北方面後方支援隊に隷属。

- 2008年（平成20年）3月26日：第13後方支援隊第2整備中隊第4普通科直接支援小隊（海田市駐屯地）を廃止し、第302普通科直接支援隊（第47普通科連隊を支援）を海田市駐屯地で新編。中部方面後方支援隊に隷属。
- 2011年（平成23年）
  - 4月21日：第6地対艦ミサイル連隊が廃止に伴い、第301特科直接支援中隊（宇都宮駐屯地）を廃止。
  - 4月22日：

  1. 第1後方支援連隊第2整備大隊第2普通科直接支援隊（武山駐屯地）を廃止し、第302普通科直接支援中隊（第31普通科連隊を支援）を武山駐屯地で新編。東部方面後方支援隊に隷属。
  2. 第303普通科直接支援隊（第52普通科連隊を支援）を真駒内駐屯地で新編。北部方面後方支援隊に隷属。

- 2013年（平成25年）3月26日：

1. 第12後方支援隊第2整備中隊第4普通科直接支援小隊を廃止し、第303普通科直接支援中隊（第48普通科連隊を支援）を相馬原駐屯地で新編。東部方面後方支援隊に隷属。
2. 第4後方支援連隊第2整備大隊第2普通科直接支援中隊を廃止し、第304普通科直接支援中隊（第19普通科連隊を支援）を福岡駐屯地で新編。西部方面後方支援隊に隷属。
3. 第4後方支援連隊第2整備大隊対舟艇対戦車直接支援隊を廃止し、第302対舟艇対戦車直接支援隊（西部方面対舟艇対戦車隊を支援）を玖珠駐屯地で新編。改編後も第4師団に平時隷属。

- 2014年（平成26年）3月26日：

1. 第303普通科直接支援隊（真駒内駐屯地）を廃止し、第305普通科直接支援中隊（第52普通科連隊を支援）を真駒内駐屯地に新編。北部方面後方支援隊に隷属。
2. 第10後方支援連隊第2整備大隊第4普通科直接支援中隊（豊川駐屯地）を廃止し、第306普通科直接支援中隊（第49普通科連隊を支援）を豊川駐屯地で新編。中部方面後方支援隊に隷属。
3. 第302普通科直接支援隊（海田市駐屯地）を廃止し、第307普通科直接支援中隊（第47普通科連隊を支援）を海田市駐屯地で新編。中部方面後方支援隊に隷属。

- 2010年（平成22年）3月26日：東北方面特科隊の新編に伴う新編。

1. 第302特科直接支援中隊（仙台駐屯地）を廃止し、第102特科直接支援隊（東北方面特科隊を支援）を仙台駐屯地で新編。東北方面後方支援隊に隷属。
2. 第303特科直接支援中隊（八戸駐屯地）を廃止し、第102特科直接支援隊直接支援中隊（第4地対艦ミサイル連隊を支援）を八戸駐屯地で新編。
3. 第6高射特科群の第107高射直接支援隊（八重瀬分屯地）を廃止し、第15後方支援隊高射直接支援中隊（第15高射特科連隊を支援）を八重瀬分屯地で新編。

- 2015年（平成27年）3月26日：第302対舟艇対戦車直接支援隊の平時隷属が第4師団から第8師団に変更[6]され第8後方支援連隊隷下に隷属変更。
- 2017年 （平成29年）3月27日：

1. 弾薬大隊改編準備室を北部方面後方支援隊本部付隊に設置。
2. 第301弾薬中隊を仙台駐屯地で新編。東北方面後方支援隊に隷属。
3. 第302弾薬中隊を霞ケ浦駐屯地で新編。東部方面後方支援隊に隷属。
4. 第303弾薬中隊を祝園分屯地で新編。中部方面後方支援隊に隷属。

- 2018年（平成30年）
  - 3月26日：

  1. 西部方面普通科連隊の廃止に伴い、第301普通科直接支援隊（相浦駐屯地）を廃止。
  2. 西部方面特科隊第112特科大隊の廃止に伴い、第101特科直接支援隊第1直接支援小隊（湯布院駐屯地）を廃止。

  - 3月27日：

  1. 第101弾薬大隊を大分分屯地で新編。西部方面後方支援隊に隷属。
  2. 第8後方支援連隊第2整備大隊第2普通科直接支援中隊を廃止し、第308普通科直接支援中隊（第24普通科連隊を支援）をえびの駐屯地で新編。西部方面後方支援隊に隷属。
  3. 第8後方支援連隊第2整備大隊特科直接支援中隊を廃止し、第304特科直接支援中隊（西部方面特科連隊を支援）を北熊本駐屯地で新編。西部方面後方支援隊に隷属。
  4. 第14後方支援隊第2整備中隊特科直接支援小隊を廃止し、第301特科直接支援隊（中部方面特科隊を支援）を松山駐屯地で新編。中部方面後方支援隊に隷属。
- 2019年 （平成31年）3月26日：
  1. 第102弾薬大隊を北千歳駐屯地で新編。北部方面後方支援隊に隷属。第1弾薬中隊を上富良野駐屯地に配置。
  2. 第103弾薬大隊を目達原駐屯地で新編。北部方面後方支援隊に隷属。
  3. 第304特科直接支援中隊を廃止し、第101特科直接支援隊第1直接支援中隊（西部方面特科連隊を支援）に改編。
  4. 第4後方支援連隊第2整備大隊特科直接支援中隊を廃止し、第101特科直接支援隊第1直接支援中隊第2直接支援小隊（第2特科大隊を支援）を玖珠駐屯地に新編。
  5. 第4後方支援連隊第2整備大隊特科直接支援中隊を廃止し、第101特科直接支援隊第1直接支援中隊第4直接支援小隊（第4特科大隊を支援）を久留米駐屯地に新編。
  6. 第101特科直接支援隊直接支援中隊を廃止し、第101特科直接支援隊第2直接支援中隊（第5地対艦ミサイル連隊を支援）に改編。
  7. 第101特科直接支援隊第3直接支援小隊（第301地対艦ミサイル中隊を支援）を瀬戸内分屯地で新編。

- 2024年（令和06年）3月21日：
  1. 第101特科直接支援隊を廃止し、第102特科直接支援大隊（第2特科団を支援）に増強改編。西部方面後方支援隊に隷属。
  2. 第102特科直接支援大隊第3直接支援中隊（第7地対艦ミサイル連隊を支援）を勝連分屯地に新編。

## 廃止された部隊
直接支援部隊等の後方支援部隊については、陸上自衛隊の後方支援部隊も参照。

### 野整備部隊
武器大隊
- 第728武器大隊：1952年 （昭和27年）12月12日：恵庭駐屯地において編成完結。廃止時期不明。
- 第108武器大隊：1956年 （昭和31年）1月25日：島松駐屯地において編成完結。廃止時期不明。

射撃統制装置修理隊
- 第301射撃統制装置修理隊：1959年（昭和34年）3月12日：島松駐屯地において編成完結。
- 第305射撃統制装置修理隊：1959年 （昭和34年）3月12日：島松駐屯地において編成完結。

武器野整備隊
- 第301武器野整備隊（島松駐屯地）：廃止時期不明。
- 第302武器野整備隊（島松駐屯地）：廃止時期不明。
- 第303武器野整備隊（島松駐屯地）：廃止時期不明。
- 第304武器野整備隊（上富良野駐屯地）：1977年（昭和52年）3月25日第304武器野整備中隊に改編[7] 。

装輪車野整備隊
- 第301装輪車野整備隊（島松駐屯地）：廃止時期不明。
- 第302装輪車野整備隊（島松駐屯地）：廃止時期不明。
- 第303装輪車野整備隊（島松駐屯地）：廃止時期不明。
- 第303装輪野整備隊（島松駐屯地）：島松駐屯地から東千歳駐屯地に移駐。廃止時期不明。
- 第304装輪野整備隊（島松駐屯地）：島松駐屯地から真駒内駐屯地に移駐。廃止時期不明。
- 第306装輪野整備隊（島松駐屯地）：上富良野駐屯地から帯広駐屯地に移駐。廃止時期不明。
- 第304装輪車野整備隊（島松駐屯地）：廃止時期不明。
- 第305装輪野整備隊（上富良野駐屯地）：廃止時期不明。
- 第306装輪野整備隊（上富良野駐屯地）：廃止時期不明。

装軌車野整備隊
- 第301装軌車野整備隊（島松駐屯地）：廃止時期不明。
- 第302装軌車野整備隊（島松駐屯地）：廃止時期不明。

火砲野整備隊
- 第301火砲野整備隊（島松駐屯地）：詳細廃止時期不明。
- 第302火砲野整備隊（島松駐屯地）：詳細廃止時期不明。

武器直接支援隊
- 第301武器直接支援隊：詳細廃止時期不明。
- 第302武器直接支援隊：詳細廃止時期不明。
- 第303～第306武器直接支援隊：北部方面武器隊　1994年（平成06年）3月31日部隊改編により廃止。

通信野整備隊
- 第301通信野整備隊：詳細廃止時期不明。
- 第302通信野整備隊（札幌駐屯地）：1964年（昭和39年）3月24日：方面直轄の武器大隊および野整備中隊等を統合し、北部方面武器隊が編成完結し隷下に編合。廃止時期不明。

### 方面武器隊（廃止）
方面武器隊は方面後方支援隊への改編に伴い廃止されている。
- 北部方面武器隊（島松駐屯地）：2000年（平成12年）3月28日廃止。
- 東北方面武器隊（仙台駐屯地）：2004年（平成16年）3月27日廃止。
- 東部方面武器隊（朝霞駐屯地）：2002年（平成14年）3月27日廃止。
- 中部方面武器隊（桂駐屯地）：2004年（平成16年）3月28日廃止。
- 西部方面武器隊（目達原駐屯地）：2003年（平成15年）3月27日廃止。

### 武器野整備中隊（廃止）
- 第301武器野整備中隊：北部方面武器隊　1981年（昭和56年）3月25日廃止。
- 第302武器野整備中隊：北部方面武器隊 → 第101全般支援大隊に改編
- 第303武器野整備中隊（真駒内駐屯地）：北部方面武器隊→ 第102全般支援大隊に改編
- 第304武器野整備中隊（だいさんまるよんびきやせいびちゅうたい）は、陸上自衛隊上富良野駐屯地に駐屯していた北部方面武器隊隷下の武器科部隊で2000年（平成12年）3月28日に廃止された。
  - 創設　　：1977年（昭和52年）3月25日
  - 編成地　：上富良野駐屯地
  - 上級部隊：北部方面武器隊
  - 廃止　　：2000年（平成12年）3月28日
  - 最終位置：上富良野駐屯地
  - 後継部隊：第103全般支援大隊
  - 1962年（昭和37年）8月1日：第315武器中整備中隊が島松駐屯地から上富良野駐屯地へ移駐。
  - 1963年（昭和38年）8月24日：第315武器中整備中隊が第304武器野整備隊・第305装輪車整備隊（帯広駐屯地）・第306装輪車野整備隊に改編。
  - 1964年（昭和39年）3月24日：方面直轄の武器大隊および野整備中隊等を統合し、北部方面武器隊が編成完結。
  - 1966年（昭和41年）8月1日：第306装輪車野整備隊が旭川駐屯地へ移駐。
  - 1977年（昭和52年）3月25日：第304武器野整備隊が第304武器野整備中隊に改編[7]。
  - 2000年（平成12年）3月28日、北部方面後方支援隊編成完結。第103全般支援大隊に改編。

- 第305武器野整備中隊（富士駐屯地）：東部方面武器隊1964年（昭和39年）3月24日、第305武器野整備中隊が第308武器野整備中隊に改称。
- 第306武器野整備中隊（霞ヶ浦駐屯地）：東部方面武器隊2002年（平成14年）3月27日、部隊の改編等。第101全般支援隊に改編。
- 第307武器野整備中隊（朝霞駐屯地）：東部方面武器隊 2002年（平成14年）3月27日、第104全般支援大隊に増強改編
- 第308武器野整備中隊（富士駐屯地）
  - 創設　　：1977年（昭和52年）3月25日
  - 編成地　：富士駐屯地
  - 上級部隊：東部方面武器隊
  - 廃止　　：2002年（平成14年）3月27日
  - 最終位置：富士駐屯地
  - 後継部隊：第105全般支援大隊および富士教育直接支援大隊
  - 2002年（平成14年）3月27日：第105全般支援大隊および富士教育直接支援大隊に改編。

- 第309武器野整備中隊（桂駐屯地）[8]中部方面武器隊：
- 第310武器野整備中隊（善通寺駐屯地）[9]中部方面武器隊：
- 第311武器野整備中隊[10]（不明）西部方面武器隊：
- 第312武器野整備中隊（湯布院駐屯地）西部方面武器隊：2003年（平成15年）3月27日、第312武器野整備中隊が第101特科直接支援隊に改編[11]。
- 第313武器野整備中隊[12]（不明）東北方面武器隊：
- 第314武器野整備中隊：
- 第315武器中整備中隊：
  - 1962年（昭和37年）8月1日：第315武器中整備中隊が島松駐屯地から上富良野駐屯地へ移駐。
  - 1964年（昭和39年）3月24日：第315武器野整備隊（上富良野駐屯地）を第304武器野整備隊（帯広駐屯地）および第305装輪車整備隊に改編。
  - 1966年（昭和41年）7月30日：第305装輪車整備隊が上富良野駐屯地から旭川駐屯地へ移駐。

### 高射直接支援隊（廃止）
- 第101高射直接支援隊（下志津駐屯地）高射教導隊
- 第102高射直接支援隊（島松駐屯地）第1高射特科群
- 第103高射直接支援隊（松戸駐屯地）第2高射特科群
- 第104高射直接支援隊（飯塚駐屯地）第3高射特科群
- 第105高射直接支援隊（名寄駐屯地）第4高射特科群
- 第106高射直接支援隊（八戸駐屯地）第5高射特科群
- 第107高射直接支援隊（八重瀬分屯地）第6高射特科群
- 第108高射直接支援隊（竹松駐屯地）第7高射特科群
- 第109高射直接支援隊（青野原駐屯地）第8高射特科群

### 師団武器隊（廃止）
師団武器隊（しだんぶきたい）は、第1から第13まで各師団に師団長直轄部隊として師団編成から後方支援連隊編成までの間編成されていた武器科部隊である。隊長は、2等陸佐が補職されていた。
師団武器隊の概要
第1武器隊（だいいちぶきたい）は、陸上自衛隊練馬駐屯地に駐屯していた第1師団隷下の武器科部隊で1992年（平成4年）3月26日に廃止され、第1後方支援連隊隷下となった。
- 改編部隊：第1武器中隊
- 創設　　：1962年（昭和37年）1月18日
- 編成地　：練馬駐屯地
- 部隊表示：1武
- 隊旗　　：緑の大隊旗
- 編成　　：
- 主要装備：重レッカー
- 上級部隊：第1師団
- 廃止　　：1992年（平成04年）3月26日
- 廃止地　：練馬駐屯地
- 後継部隊：第1後方支援連隊武器隊→第1後方支援連隊武器大隊
- 備考　　：第1師団の近代化改編に伴い廃止。

第2武器隊（だいにぶきたい）は、陸上自衛隊旭川駐屯地に駐屯していた第2師団隷下の武器科部隊で1988年（昭和63年）3月24日に廃止され、第2後方支援連隊隷下となった。
- 改編部隊：第2武器中隊

- 創設　　：1962年（昭和37年）1月18日
- 編成地　：旭川駐屯地
- 部隊表示：2武
- 隊旗　　：緑の大隊旗
- 編成　　：
- 主要装備：重レッカー
- 上級部隊：第2師団
- 廃止　　：1988年（昭和63年）3月24日
- 廃止地　：旭川駐屯地
- 後継部隊：第2後方支援連隊武器隊→第2後方支援連隊武器大隊
- 備考　　：第2師団の近代化改編に伴い廃止。

第3武器隊（だいさんぶきたい）は、陸上自衛隊千僧駐屯地に駐屯していた第3師団隷下の武器科部隊で1992年（平成4年）3月26日に廃止され、第3後方支援連隊隷下となった。
- 改編部隊：第3武器中隊
- 創設　　：1962年（昭和37年）1月18日
- 編成地　：千僧駐屯地
- 部隊表示：3武
- 隊旗　　：緑の大隊旗
- 編成　　：
- 主要装備：重レッカー
- 上級部隊：第3師団
- 廃止　　：1992年（平成4年）3月26日
- 廃止地　：千僧駐屯地
- 後継部隊：第3後方支援連隊武器隊→第3後方支援連隊武器大隊
- 備考　　：第3師団の近代化改編に伴い廃止。

第4武器隊（だいよんぶきたい）は、陸上自衛隊福岡駐屯地に駐屯していた第4師団隷下の武器科部隊で1992年（平成4年）3月26日に廃止され、第4後方支援連隊隷下となった。
- 改編部隊：第4武器中隊
- 創設　　：1962年（昭和37年）1月18日
- 編成地　：福岡駐屯地
- 部隊表示：4武
- 隊旗　　：緑の大隊旗
- 編成　　：
- 主要装備：重レッカー
- 上級部隊：第4師団
- 廃止　　：1992年（平成4年）3月26日
- 廃止地　：福岡駐屯地
- 後継部隊：第4後方支援連隊武器隊→第4後方支援連隊武器大隊
- 備考　　：第4師団の近代化改編に伴い廃止。

第5武器隊（だいごぶきたい）は、陸上自衛隊帯広駐屯地に駐屯していた第5師団隷下の武器科部隊で1989年（平成元年）3月23日に廃止され、第5後方支援連隊隷下となった。
- 改編部隊：第5武器中隊
- 創設　　：1962年（昭和37年）1月18日
- 編成地　：帯広駐屯地
- 部隊表示：5武
- 隊旗　　：緑の大隊旗
- 編成　　：
- 主要装備：重レッカー
- 上級部隊：第5師団
- 廃止　　：1989年（平成元年）3月23日
- 廃止地　：帯広駐屯地
- 後継部隊：第5後方支援連隊武器隊→第5後方支援連隊武器大隊
- 備考　　：第5師団の近代化改編に伴い廃止。

第6武器隊（だいろくぶきたい）は、陸上自衛隊神町駐屯地に駐屯していた第6師団隷下の武器科部隊で1990年（平成2年）3月25日に廃止され、第6後方支援連隊隷下となった。
- 改編部隊：第6武器中隊

- 創設　　：1962年（昭和37年）8月15日
- 編成地　：神町駐屯地
- 部隊表示：6武
- 隊旗　　：緑の大隊旗
- 編成　　：
- 主要装備：重レッカー
- 上級部隊：第6師団
- 廃止　　：1990年（平成02年）3月25日
- 廃止地　：神町駐屯地
- 後継部隊：第6後方支援連隊武器隊→第6後方支援連隊武器大隊
- 備考　　：第6師団の近代化改編に伴い廃止。

第7武器隊（だいななぶきたい）は、陸上自衛隊東千歳駐屯地に駐屯していた第7師団隷下の武器科部隊で1981年（昭和56年）3月24日に廃止され、第7後方支援連隊隷下となった。
- 改編部隊：第7武器中隊
- 創設　　：1962年（昭和37年）8月15日
- 編成地　：東千歳駐屯地
- 部隊表示：7武
- 隊旗　　：緑の大隊旗
- 編成　　：
- 主要装備：重レッカー
- 上級部隊：第7師団
- 廃止　　：1981年（昭和56年）3月24日
- 廃止地　：東千歳駐屯地
- 後継部隊：第7後方支援連隊武器隊→第7後方支援連隊武器大隊→第7後方支援連隊第1整備大隊、第2整備大隊
- 備考　　：第7師団の機甲師団への改編に伴い廃止。

第8武器隊（だいはちぶきたい）は、陸上自衛隊北熊本駐屯地に駐屯していた第8師団隷下の武器科部隊で1990年（平成2年）3月25日に廃止され、第8後方支援連隊隷下となった。
- 改編部隊：第8武器中隊
- 創設　　：1962年（昭和37年）8月15日
- 編成地　：北熊本駐屯地
- 部隊表示：8武
- 隊旗　　：緑の大隊旗
- 編成　　：
- 主要装備：重レッカー
- 上級部隊：第8師団
- 廃止　　：1990年（平成2年）3月25日
- 廃止地　：北熊本駐屯地
- 後継部隊：第8後方支援連隊武器隊→第8後方支援連隊武器大隊
- 備考　　：第8師団の近代化改編に伴い廃止。

第9武器隊（だいきゅうぶきたい）は、陸上自衛隊青森駐屯地に駐屯していた第9師団隷下の武器科部隊で1990年（平成2年）3月25日に廃止され、第9後方支援連隊隷下となった。
- 改編部隊：第9武器中隊
- 創設　　：1962年（昭和37年）8月15日
- 編成地　：青森駐屯地
- 部隊表示：9武
- 隊旗　　：緑の大隊旗
- 編成　　：
- 主要装備：重レッカー
- 上級部隊：第9師団
- 廃止　　：1990年（平成2年）3月25日
- 廃止地　：青森駐屯地
- 後継部隊：第9後方支援連隊武器隊→第9後方支援連隊武器大隊
- 備考　　：第9師団の近代化改編に伴い廃止。

第10武器隊（だいじゅうぶきたい）は、陸上自衛隊春日井駐屯地に駐屯していた第10師団隷下の武器科部隊で1991年（平成3年）3月28日に廃止され、第10後方支援連隊隷下となった。
- 改編部隊：第10武器中隊
- 創設　　：1962年（昭和37年）1月18日
- 編成地　：春日井駐屯地
- 部隊表示：10武
- 隊旗　　：緑の大隊旗
- 編成　　：
- 主要装備：重レッカー
- 上級部隊：第10師団
- 廃止　　：1991年（平成3年）3月28日
- 廃止地　：春日井駐屯地
- 後継部隊：第10後方支援連隊武器隊→第10後方支援連隊武器大隊
- 備考　　：第10師団の近代化改編に伴い廃止。

第11武器隊（だいじゅういちぶきたい）は、陸上自衛隊真駒内駐屯地に駐屯していた第11師団隷下の武器科部隊で1989年（平成元年）3月23日に廃止され、第11後方支援連隊隷下となった。
- 創設　　：1962年（昭和37年）1月18日
- 編成地　：真駒内駐屯地
- 部隊表示：11武
- 隊旗　　：緑の大隊旗
- 編成　　：
- 主要装備：重レッカー
- 上級部隊：第11師団
- 廃止　　：1989年（平成元年）3月23日
- 廃止地　：真駒内駐屯地
- 後継部隊：第11後方支援連隊武器隊→第11後方支援連隊武器大隊
- 備考　　：第11師団の近代化改編に伴い廃止。

第12武器隊（だいじゅうにぶきたい）は、陸上自衛隊相馬原駐屯地に駐屯していた第12師団隷下の武器科部隊で1991年（平成3年）3月28日に廃止され、第12後方支援連隊隷下となった。
- 創設　　：1962年（昭和37年）1月18日
- 編成地　：不明
- 部隊表示：12武
- 隊旗　　：緑の大隊旗
- 編成　　：
- 主要装備：重レッカー
- 上級部隊：第12師団
- 廃止　　：1991年（平成3年）3月28日
- 廃止地　：相馬原駐屯地
- 後継部隊：第12後方支援連隊武器隊→第12後方支援連隊武器大隊
- 備考　　：第12師団の近代化改編に伴い廃止。

第13武器隊（だいじゅうさんぶきたい）は、陸上自衛隊海田市駐屯地に駐屯していた第13師団隷下の武器科部隊で1991年（平成3年）3月28日に廃止され、第13後方支援連隊隷下となった。
- 創設　　：1962年（昭和37年）1月18日
- 編成地　：海田市駐屯地
- 部隊表示：13武
- 隊旗　　：緑の大隊旗
- 編成　　：
- 主要装備：重レッカー
- 上級部隊：第13師団
- 廃止　　：1991年（平成3年）3月28日
- 廃止地　：海田市駐屯地
- 後継部隊：第13後方支援連隊武器隊→第13後方支援連隊武器大隊
- 備考　　：第13師団の近代化改編に伴い廃止。

### 後方支援連隊武器大隊（廃止）
後方支援連隊武器大隊（こうほうしえんれんたいぶきだいたい）は、後方支援連隊隷下に編成されていた武器科部隊である。
後方支援連隊武器大隊の一覧
- 第1後方支援連隊武器大隊（練馬駐屯地）第1師団
- 第2後方支援連隊武器大隊（旭川駐屯地）第2師団
- 第3後方支援連隊武器大隊（千僧駐屯地）第3師団
- 第4後方支援連隊武器大隊（福岡駐屯地）第4師団
- 第5後方支援連隊武器大隊（帯広駐屯地）第5師団
- 第6後方支援連隊武器大隊（神町駐屯地）第6師団
- 第7後方支援連隊武器大隊（東千歳駐屯地）第7師団
- 第8後方支援連隊武器大隊（北熊本駐屯地）第8師団
- 第9後方支援連隊武器大隊（八戸駐屯地）第9師団
- 第10後方支援連隊武器大隊（春日井駐屯地）第10師団
- 第11後方支援連隊武器大隊（真駒内駐屯地）第11師団
- 第12後方支援連隊武器大隊（新町駐屯地）第12師団
- 第13後方支援連隊武器大隊（海田市駐屯地）第13師団

後方支援連隊武器大隊の編成（一例）
- 武器大隊本部
- 武器大隊本部付隊
- 第1武器中隊
- 第2武器中隊

### 師団武器隊等の沿革
武器中隊の編成
- 1950年（昭和25年）12月29日：第2武器中隊が真駒内駐屯地に新編。
- 1951年（昭和26年）
  - 4月10日：第2武器中隊が真駒内駐屯地から旧・札幌駐屯地（現・苗穂分屯地）へ移駐。
  - 5月1日：

  1. 第1管区隊が編成完結。第1武器中隊が高田駐屯地に新編。
  2. 第3管区隊が編成完結。第3武器中隊が善通寺駐屯地に新編。
  3. 第4管区隊が編成完結。第4武器中隊が曾根駐屯地に新編。

  - 12月1日：第2武器中隊がが苗穂駐屯地から札幌駐屯地へ移駐。
- 1952年（昭和27年）
  - 1月23日：第3武器中隊が善通寺駐屯地から千僧駐屯地へ移駐。
  - 1月26日：第1武器中隊が高田駐屯地から練馬駐屯地へ移駐。
  - 12月21日：第2武器中隊が札幌駐屯地から旭川駐屯地へ移駐。
- 1954年（昭和29年）
  - 9月25日：第5武器中隊が島松駐屯地に新編。
  - 10月15日：第6武器中隊が神町駐屯地に新編。

- 1956年（昭和31年）
  - 1月25日：第7武器中隊が旭川駐屯地において編成完結。
  - 2月10日：第7武器中隊が旭川駐屯地から真駒内駐屯地に移駐。

- 1957年（昭和32年）2月21日：第9混成団隷下部隊が編成完結。
- 1958年（昭和33年）6月26日：第10混成団隷下部隊（第10武器中隊等）が編成完結。
- 1959年（昭和34年）6月3日：第10混成団が守山駐屯地へ移駐。

師団武器隊の新編
- 1962年（昭和37年）
  - 1月18日：

  1. 第1師団が編成に伴い、第1武器隊が第1武器中隊を基幹に練馬駐屯地に新編。
  2. 第2師団が編成に伴い、第2武器隊が第2武器中隊を基幹に旭川駐屯地に新編。
  3. 第3師団が編成に伴い、第3武器隊が第3武器中隊を基幹に千僧駐屯地に新編。
  4. 第5師団が編成に伴い、第5武器隊が第5武器中隊を基幹に帯広駐屯地に新編。
  5. 第10師団が編成に伴い、第10武器隊が第10武器中隊を基幹に春日井駐屯地に新編。
  6. 第11師団が編成に伴い、第11武器隊が真駒内駐屯地に新編。
  7. 第12師団が編成に伴い、第12武器隊が編成完結。

  - 1月25日：第12武器隊が相馬原駐屯地に移駐。
  - 8月15日：

  1. 第4師団が編成に伴い、第4武器隊が第4武器中隊を基幹に福岡駐屯地に新編。
  2. 第6師団が編成に伴い、第6武器隊が第6武器中隊を基幹に神町駐屯地に新編。
  3. 第7師団が編成に伴い、第7武器隊が第7武器中隊を基幹に東千歳駐屯地に新編。
  4. 第8師団が編成に伴い、第8武器隊が第8武器中隊を基幹に北熊本駐屯地に新編。
  5. 第9師団が編成に伴い、第9武器隊が第9武器中隊を基幹に青森駐屯地に新編。

後方支援連隊の編成
- 1981年（昭和56年）3月25日：第7師団の機甲師団へ改編[13]に伴い、第7武器隊、第7補給隊、第7装甲輸送隊、第7衛生隊を統合し、第7後方支援連隊を東千歳駐屯地に新編。
- 1988年（昭和63年）3月25日：第2師団の近代化改編に伴い、第2武器隊、第2補給隊、第2輸送隊、第2衛生隊を統合し、第2後方支援連隊を旭川駐屯地に新編。
- 1989年（平成元年）3月24日：

1. 第5師団の近代化改編に伴い、第5武器隊、第5補給隊、第5輸送隊、第5衛生隊を統合し、第5後方支援連隊を帯広駐屯地に新編。
2. 第11師団の近代化改編に伴い、第11武器隊、第11補給隊、第11輸送隊、第11衛生隊を統合し、第11後方支援連隊を真駒内駐屯地に新編。

- 1990年（平成02年）3月26日：

1. 第4師団の近代化改編に伴い、第4武器隊、第4補給隊、第4輸送隊、第4衛生隊を統合し、第4後方支援連隊を福岡駐屯地に新編。
2. 第6師団の近代化改編に伴い、第6武器隊、第6補給隊、第6輸送隊、第6衛生隊を統合し、第6後方支援連隊を神町駐屯地に新編。
3. 第8師団の近代化改編に伴い、第8武器隊、第8補給隊、第8輸送隊、第8衛生隊を統合し、第8後方支援連隊を北熊本駐屯地に新編。
4. 第9師団の近代化改編に伴い、第9武器隊、第9補給隊、第9輸送隊、第9衛生隊を統合し、第9後方支援連隊を青森駐屯地に新編。

- 1991年（平成03年）3月29日：

1. 第10師団の近代化改編に伴い、第10武器隊（春日井駐屯地）、第10補給隊、第10輸送隊、第10衛生隊を統合し、第10後方支援連隊を守山駐屯地に新編。
2. 第12師団の近代化改編に伴い、第12武器隊、第12補給隊、第12輸送隊、第12衛生隊を統合し、第12後方支援連隊を相馬原駐屯地に新編。
3. 第13師団の近代化改編に伴い、第13武器隊、第13補給隊、第13輸送隊、第13衛生隊を統合し、第13後方支援連隊を海田市駐屯地に新編。

- 1992年（平成04年）3月27日：

1. 第1師団の近代化改編に伴い、第1武器隊、第1補給隊、第1輸送隊、第1衛生隊を統合し、第1後方支援連隊を練馬駐屯地に新編。
2. 第3師団の近代化改編に伴い、第3武器隊、第3補給隊、第3輸送隊、第3衛生隊を統合し、第3後方支援連隊を千僧駐屯地に新編。

武器隊の武器大隊への改編
- 1996年（平成08年）3月29日：

1. 第7後方支援連隊武器隊を（東千歳駐屯地）廃止・改編し、第7後方支援連隊武器大隊を東千歳駐屯地に新編。
2. 第9後方支援連隊武器隊（青森駐屯地）を廃止・改編し、第9後方支援連隊武器大隊を青森駐屯地に新編。
3. 第10後方支援連隊武器隊（春日井駐屯地）を廃止・改編し、第10後方支援連隊武器大隊を春日井駐屯地に新編。

## 画像

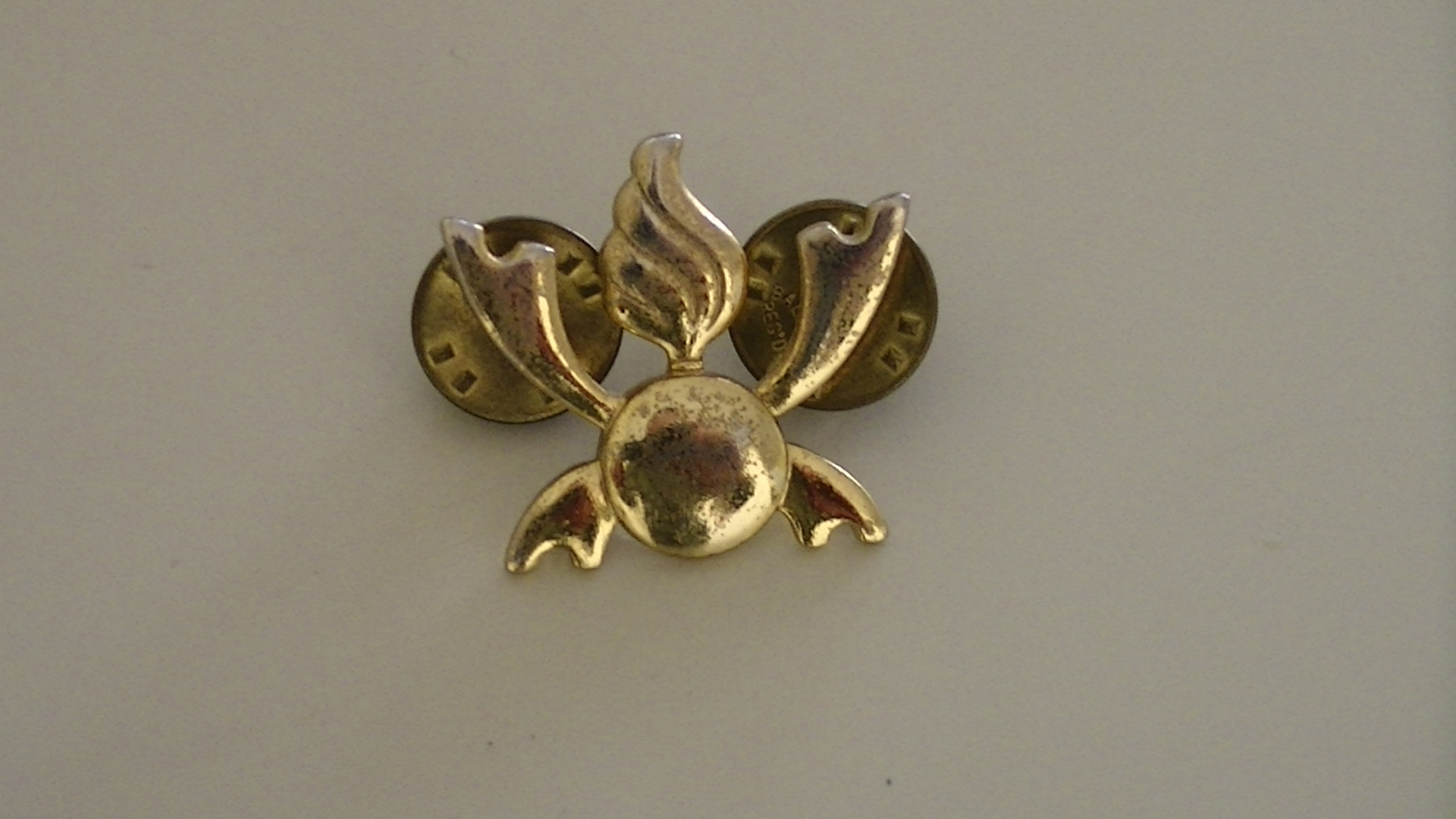
職種き章（武器科）
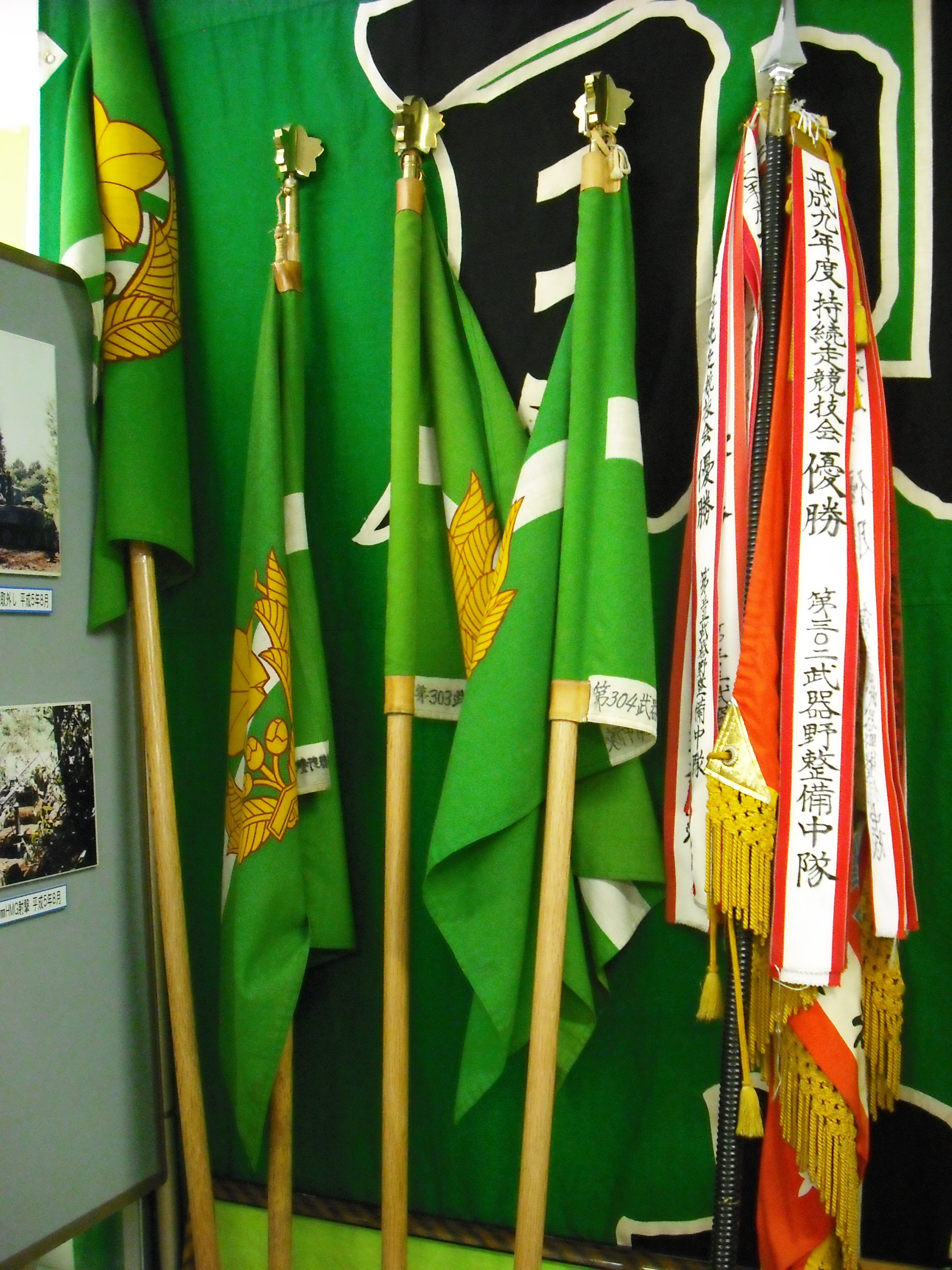
武器科部隊旗（北部方面武器隊）